# Kaj Hendriks
Kaj Hendriks (født 19. august 1987 i Wageningen, Holland) er en hollandsk roer.
Hendriks vandt en bronzemedalje ved OL 2016 i Rio de Janeiro, som del af den hollandske otter. Den øvrige besætning i båden blev udgjort af Robert Lücken, Boaz Meylink, Boudewijn Röell, Olivier Siegelaar, Dirk Uittenbogaard, Mechiel Versluis, Tone Wieten og styrmand Peter Wiersum. Han deltog også ved OL 2012 i London, hvor han var med i hollændernes firer uden styrmand, der sluttede på femtepladsen.
Hendriks er både verdens- og europamester i roning. Han vandt VM-guld i 2013 i firer uden styrmand og EM-guld i samme disciplin, også i 2013.

## OL-medaljer
- 2016:  Bronze i otter